# ステファノ・トラヴァーリャ
ステファノ・トラヴァーリャ (Stefano Travaglia, イタリア語発音: [ˈsteːfano traˈvaʎʎa], 1991年12月28日 - ) は、イタリア・マルケ州アスコリ・ピチェーノ出身の男子プロテニス選手。身長185cm、体重80kg。右利き、バックハンドは両手打ち。ATPランキング自己最高ランキングはシングルス60位。ダブルスは224位。

## 選手経歴

### 2014年 チャレンジャーダブルス初優勝
2014年5月のBNLイタリア国際で本戦入りしATPツアー本戦デビュー。初戦でシモーネ・ボレッリに1-2で敗れた。2014年全米オープンでグランドスラムで初めて予選入りしたが、初戦でミハル・プシシェズニに1-2で敗れた。
2014年9月のメクネス・チャレンジャーのダブルスで、ハンス・ポドリプニック・カスティーヨと組みチャレンジャー初優勝を果たした。

### 2017年 チャレンジャーシングルス初優勝
2017年4月のアブルッツォ・チャレンジャーで初めてシングルスでチャレンジャーに出場。2017年5月のオストラヴァ・チャレンジャーの決勝でマルコ・チェッキナートを2-1で下し、シングルスでチャレンジャー初優勝を果たした。2017年ウィンブルドン選手権で予選を勝ち抜き、グランドスラム本戦初出場を果たした。1回戦でアンドレイ・ルブレフにフルセットで敗れた。2017年全米オープンの本戦1回戦でファビオ・フォニーニを3-1で下しグランドスラム本戦初勝利。2回戦はビクトル・トロイツキに0-3で敗れた。

### 2020年 グランドスラム3回戦進出
2020年全仏オープンでは1回戦でパブロ・アンドゥハルを、2回戦では錦織圭をフルセットで破り3回戦進出。3回戦で世界ランク2位のラファエル・ナダルに敗れた。

## ATPチャレンジャー・ITFフューチャーズ決勝

### シングルス：34戦23勝
| 記録                           |
| ------------------------------ |
| ATPチャレンジャーツアー (4–2)  |
| ITFフューチャーズツアー (19–9) |

| サーフェス別   |
| -------------- |
| ハード (0–1)   |
| クレー (23–10) |
| グラス (0–0)   |

| 結果   | 勝-敗 | 日時       | トーナメント                             | ティア         | サーフェス | 相手                                   | スコア                    |
| ------ | ----- | ---------- | ---------------------------------------- | -------------- | ---------- | -------------------------------------- | ------------------------- |
| 準優勝 | 0–1   | 2010年8月  | アルゼンチン F17, サルタ                 | フューチャーズ | クレー     | ホアキン＝ヘスース・モンテフェラーリオ | 6–7(3–7), 6–3, 6–7(12–14) |
| 優勝   | 1–1   | 2010年11月 | チリ F6, ランカグア                      | フューチャーズ | クレー     | クリストバル・サーベドラ・コルバラン   | 6–4, 6–1                  |
| 準優勝 | 1–2   | 2010年12月 | チリ F9, コンセプシオン                  | フューチャーズ | クレー     | クリストバル・サーベドラ・コルバラン   | 6–7(3–7), 1–6             |
| 優勝   | 2–2   | 2011年4月  | チリ F1, ビーニャ・デル・マール          | フューチャーズ | クレー     | ギジェルモ・リベラ・アランギス         | 6–2, 6–4                  |
| 準優勝 | 2–3   | 2011年4月  | アルゼンチン F3, ベル・ビシェ            | フューチャーズ | クレー     | アンドレス・モルテニ                   | 4–6, 4–6                  |
| 優勝   | 3–3   | 2011年6月  | イタリア F12, ベルガモ                   | フューチャーズ | クレー     | クリスティアン・リンデル               | 6–2, 6–2                  |
| 優勝   | 4–3   | 2012年10月 | チリ F9, サンティアゴ                    | フューチャーズ | クレー     | ゴンサロ・ラマ                         | 6–3, 6–2                  |
| 準優勝 | 4–4   | 2012年10月 | チリ F10, ビジャ・アレマーナ             | フューチャーズ | クレー     | パトリシオ・エラス                     | 6–2, 4–6, 4–6             |
| 準優勝 | 4–5   | 2013年9月  | アルゼンチン F17, ラ・リオハ             | フューチャーズ | クレー     | ガブリエル・アレハンドロ・イダルゴ     | 6–3, 2–6, 5–7             |
| 優勝   | 5–5   | 2014年2月  | エジプト F3, シャルム・エル・シェイク    | フューチャーズ | クレー     | ジェイソン・クーブラー                 | 6–0, 6–0                  |
| 優勝   | 6–5   | 2014年2月  | エジプト F4, シャルム・エル・シェイク    | フューチャーズ | クレー     | ジョゼ・ペレイラ                       | 6–2, 6–4                  |
| 準優勝 | 6–6   | 2014年3月  | エジプト F8, シャルム・エル・シェイク    | フューチャーズ | クレー     | ハンス・パドリプニック・カスティーヨ   | 4–6, 6–4, 4–6             |
| 優勝   | 7–6   | 2014年4月  | イタリア F9, プーラ                      | フューチャーズ | クレー     | オリオル・ロカ・バターリャ             | 7–6(7–4), 6–3             |
| 優勝   | 8–6   | 2014年6月  | イタリア F20, ブスト・アルシーツィオ     | フューチャーズ | クレー     | ロベルト・マルコーラ                   | 6–2, 4–6, 6–4             |
| 優勝   | 9–6   | 2014年9月  | チュニジア F5, カルタージュ              | フューチャーズ | クレー     | マキシム・アム                         | 6–4, 4–6, 6–3             |
| 優勝   | 10–6  | 2015年9月  | イタリア F28, プーラ                     | フューチャーズ | クレー     | フェリッポ・レオナルディ               | 7–5, 6–2                  |
| 優勝   | 11–6  | 2015年11月 | モロッコ F4, カサブランカ                | フューチャーズ | クレー     | マキシム・シャザール                   | 6–4, 6–4                  |
| 優勝   | 12–6  | 2015年11月 | モロッコ F5, カサブランカ                | フューチャーズ | クレー     | アンドレ・ガスパール・ムルタ           | 6–4, 6–3                  |
| 準優勝 | 12–7  | 2016年8月  | セルビア F4, ノヴィ・サド                | フューチャーズ | クレー     | クリストファー・オコネル               | 6–7(6–8), 4–6             |
| 優勝   | 13–7  | 2016年9月  | イタリア F28, レッジョ・エミリア         | フューチャーズ | クレー     | マッテオ・ベレッティーニ               | 不戦勝                    |
| 優勝   | 14–7  | 2016年9月  | イタリア F30, プーラ                     | フューチャーズ | クレー     | ニコラ・ゲディン                       | 6–2, 6–3                  |
| 準優勝 | 14–8  | 2016年10月 | イタリア F32, プーラ                     | フューチャーズ | クレー     | ヤニック・マーデン                     | 6–2, 4–6, 3–6             |
| 優勝   | 15–8  | 2016年10月 | イタリア F33, プーラ                     | フューチャーズ | クレー     | ダニエル・アルトマイアー               | 6–4, 2–6, 6–1             |
| 優勝   | 16–8  | 2016年11月 | イタリア F36, プーラ                     | フューチャーズ | クレー     | サルヴァトーレ・カルーゾ               | 4–6, 6–2, 6–3             |
| 優勝   | 17–8  | 2017年2月  | スペイン F3, ペグエラ                    | フューチャーズ | クレー     | ペドロ・マルティネス                   | 7–5, 6–1                  |
| 優勝   | 18–8  | 2017年2月  | チュニジア F7, ハンマメット              | フューチャーズ | クレー     | トミシロフ・ブルキッチ                 | 6–7(7–9), 6–3, 6–3        |
| 準優勝 | 18–9  | 2017年3月  | チュニジア F10, ハンマメット             | フューチャーズ | クレー     | オリオル・ロカ・バターリャ             | 6–7(3–7), 6–1, 0–6        |
| 優勝   | 19–9  | 2017年4月  | スペイン F9, マドリード                  | フューチャーズ | クレー     | ヤニック・マーデン                     | 6–1, 6–2                  |
| 優勝   | 20–9  | 2017年5月  | チェコ, オストラヴァ                     | チャレンジャー | クレー     | マルコ・チェッキナート                 | 6–2, 3–6, 6–4             |
| 優勝   | 21–9  | 2018年3月  | スペイン, マルベーリャ                   | チャレンジャー | クレー     | ギド・アンドレオッツィ                 | 6–3, 6–3                  |
| 優勝   | 22–9  | 2019年4月  | イタリア, フランカヴィッラ・アル・マーレ | チャレンジャー | クレー     | オスカー・オテ                         | 6–3, 6–7(3–7), 6–3        |
| 準優勝 | 22–10 | 2019年6月  | カザフスタン, シムケント                 | チャレンジャー | クレー     | アンドレイ・マルティン                 | 4–6, 4–6                  |
| 優勝   | 23–10 | 2019年8月  | ポーランド, ソポト                       | チャレンジャー | クレー     | フィリッブ・ホランスキー               | 6–4, 2–6, 6–2             |
| 準優勝 | 23–11 | 2020年1月  | オーストラリア, ベンディゴ               | チャレンジャー | ハード     | スティーブ・ジョンソン                 | 6–7(2–7), 6–7(3–7)        |

### ダブルス16戦10勝
| 記録                          |
| ----------------------------- |
| ATPチャレンジャーツアー (1–1) |
| ITFフューチャーズ (9–5)       |

| サーフェス別  |
| ------------- |
| ハード (0–1)  |
| クレー (10–5) |
| グラス (0–0)  |

| 結果   | 勝-敗 | 日時       | トーナメント                               | ティア         | サーフェス | パートナー                           | 相手                                                                  | スコア                |
| ------ | ----- | ---------- | ------------------------------------------ | -------------- | ---------- | ------------------------------------ | --------------------------------------------------------------------- | --------------------- |
| 優勝   | 1–0   | 2011年4月  | チリ F1, ビーニャ・デル・マール            | フューチャーズ | クレー     | レンソ・オリーボ                     | ギジェルモ・リベラ・アランギス クリストバル・サーベドラ・コルバラン   | 5–7, 6–3, [10–1]      |
| 準優勝 | 1–1   | 2011年7月  | イタリア, サン・ベネデット・デル・トロント | チャレンジャー | クレー     | ダニエレ・ジョルジーニ               | アレッシオ・ディ・マウロ アレッサンドロ・モッティ                     | 6–7(5–7), 6–4, [7–10] |
| 準優勝 | 1–2   | 2011年7月  | イタリア F18, モデナ                       | フューチャーズ | クレー     | フェデリコ・トッレシ                 | ニコラウス・モーザー マックス・ラディチュニック                       | 3–6, 4–6              |
| 優勝   | 2–2   | 2013年8月  | イタリア F22, エステ                       | フューチャーズ | クレー     | マーテ・デリッチ                     | ホルヘ・アギラール ギジェルモ・オルマサーバル                         | 6–0, 6–1              |
| 準優勝 | 2–3   | 2013年9月  | アルゼンチン F17, ラ・リオハ               | フューチャーズ | クレー     | エドゥアルド・アグスティン・トーレ   | ダニエウ・ドゥトラ・ダ・シウヴァ クリスティアン・リンデル             | 2–6, 6–4, [7–10]      |
| 優勝   | 3–3   | 2013年9月  | アルゼンチン F18, ネウケン                 | フューチャーズ | クレー     | ファクンド・メナ                     | フアン・マヌエル・ベニテス・チャバリアガ フアン・パブロ・フィコビッチ | 6–7(5–7), 6–1, [10–8] |
| 準優勝 | 3–4   | 2014年1月  | エジプト F2, シャルム・エル・シェイク      | フューチャーズ | クレー     | ロレンツォ・フリジェリオ             | ジョゼ・ペレイラ タク・クン・ワン                                     | 6–1, 3–6, [8–10]      |
| 優勝   | 4–4   | 2014年2月  | エジプト F3, シャルム・エル・シェイク      | フューチャーズ | クレー     | ジョゼ・ペレイラ                     | ミリャン・ゼキッチ アルセニエ・ズラタノビッチ                         | 2–6, 6–3, [10–8]      |
| 優勝   | 5–4   | 2014年4月  | イタリア F9, プーラ                        | フューチャーズ | クレー     | フランチェスコ・ボルゴ               | オリオル・ロカ・バターリャ ダビド・ベガ・エルナンデス                 | 6–4, 7–6(7–5)         |
| 優勝   | 6–4   | 2014年7月  | イタリア F23, モデナ                       | フューチャーズ | クレー     | ピエトロ・ロンドーニ                 | オマール・ジャカローネ ジャンルーカ・ナーソ                           | 6–2, 6–4              |
| 優勝   | 7–4   | 2014年9月  | チュニジア F4, カルタージュ                | フューチャーズ | クレー     | クラウディオ・グラッシ               | サンダー・ギレ アレクサンドロス・ヤクポビッチ                         | 6–2, 6–3              |
| 優勝   | 8–4   | 2014年9月  | モロッコ, メクネス                         | チャレンジャー | クレー     | ハンス・ポドリプニック・カスティーヨ | ジェラルド・グラノリェルス ジョルディ・サンペール・モンターニャ       | 6–2, 6–7(4–7), [10–7] |
| 準優勝 | 8–5   | 2015年2月  | エジプト F4, シャルム・エル・シェイク      | フューチャーズ | ハード     | 陳迪                                 | イバン・ビエリカ マティヤ・ペツォティッチ                             | 3–6, 2–6              |
| 優勝   | 9–5   | 2015年10月 | イタリア F33, プーラ                       | フューチャーズ | クレー     | フランチェスコ・ボルゴ               | エリック・クレパルディ ダニエレ・ペペ                                 | 6–2, 7–6(7–3)         |
| 優勝   | 10–5  | 2017年1月  | スペイン F2, マナコル                      | フューチャーズ | クレー     | フェリッポ・レオナルディ             | アンドレイ・シュテファン・アポストル ボグダン・ボルザ                 | 6–3, 6–2              |
| 準優勝 | 10–6  | 2017年2月  | スペイン F3, ペグエラ                      | フューチャーズ | クレー     | フィリッポ・レオナルディ             | ジェラルド・グラノリェルス ペドロ・マルティネス                       | 1–6, 3–6              |

## 人物・エピソード
2011年夏、自宅アパートにて足を滑らせ、階段から転げ落ちた。階段の下にはガラス窓があり、そこに向かって転げ落ちたトラヴァーリャは、自分の顔を守る為に腕を伸ばしたが、その際に右腕に大怪我を負った。左腕、顔、肩にも傷を負い、右腕からは大量の出血が生じ、すぐに両親に見つからなかったら死んでいたとトラヴァーリャは語っている。事故の2日後、手術を受け、18日後に退院し、リハビリを開始した。事故の後遺症で右手にはしびれが残っており、右前腕には大きな傷跡が残り、寒い気候の時には手の感覚が鈍くなることがあるという。